# Gouvernement de Sibérie
1708–1782
Entités précédentes :
- Razriad de Tobolsk

Entités suivantes :
- Namestnitchevstvo de Tobolsk
- Gouvernement d'Irkoutsk

Le gouvernement de Sibérie (en russe : Сибирская губерния) est une division administrative du tsarat de Russie puis de l’Empire russe s’étendant sur une partie de l’Oural et la Sibérie. Sa pour capitale était la ville de Tobolsk. Créé en 1708 le gouvernement exista jusqu’en 1782.

## Histoire
Le gouvernement de Sibérie est le plus vaste des huit premiers gouvernements créés par Pierre Ier le Grand le 18 décembre 1708. Les frontières et subdivisions du gouvernement d’Azov ne sont pas clairement définies, son territoire est implicitement dérivé des trente villes faisant partie du gouvernement. En 1719 le gouvernement est organisé en trois provinces : Viatka, Solikamsk et Tobolsk.
En 1724 la province de Tobolsk est divisée en trois : Ienisseïsk, Irkoutsk et Tobolsk. Les provinces de Viatka et Solikamsk sont rattachées au gouvernement de Kazan en 1727. En 1737 la province d’Irkoutsk est détachée du gouvernement et devient, en 1764, le gouvernement d'Irkoutsk. Avec le gouvernement de Tobolsk il forme alors le tsarat de Sibérie (en russe : сибирское царство) et obtient le droit de battre sa propre monnaie.
En 1782 le tsarat de Sibérie disparaît et est remplacé par les provinces (namestnitchesvto) de Tobolsk, Irkoutsk et Kolyvan.